# 吳仁度
吴仁度（1548年—1625年），字君重，號继疎，江西撫州府金溪县人。明朝政治人物、進士出身。

## 生平
九月初二日生。萬曆十三年（1585年）乙酉科江西鄉試舉人，十七年（1589年）登己丑科三甲二百名進士，工部觀政，二十年十月授中书舍人，三王并封议起，抗疏争之。二十五年陕西主考，二十六年擢吏部主事，二十七年升员外郎，本年给假。二十九年補原职，升验封司郎中，調考功司。三十年（1602年），稽勋郎中赵邦清被劾，疑同官邓光祚等嗾言路，愤激力辩，章下考功，仁度欲稍宽邦清罚，给事中梁有年遂劾仁度党比。时光祚引疾去，而仁度代为文选，御史康丕扬复劾仁度倾光祚而代之，詔改调之南京。自邦清被论后，言路讦不已，都御史温纯恚甚，请定国是以剖众疑，而深爲仁度惜。仁度寻补添注南京刑部郎中，三十四年升任本职，三十六年升南京尚寶司卿，三十八年擢太仆寺少卿，四十一年进都察院右佥都御史、巡抚山西。砥廉隅，务慈爱，与魏允贞齐名。居四年，萬曆四十四年十月以疾归。熹宗初，起大理寺卿，天啓元年（1621年）进兵部右侍郎，二年轉左侍郎，十一月复称疾去。天啓四年再起工部左侍郎，管右侍郎事，天启五年（1625年）魏忠贤以仁度与赵南星、杨涟等善，勒令致仕，寻卒。仁度名父子，克自振励，邹元标亟称之，邑祀乡贤。著有《吴继疏先生集》十二卷。

## 家族
曾祖吴福临，贈南大理寺卿。祖吴望，贈南大理寺卿。父吴悌，人称疎山先生，官通議大夫南刑部右侍郎。
孫吴灏之。

## 延伸阅读
[在维基数据编辑]
 《明史卷二百八十三》，出自《明史》